# روابط چین و اسرائیل
روابط چین و اسرائیل (به چینی: 中 以 关系 Zhōng yǐ guānxì. به زبان عبری: יחסי ישראל-סין Yechasei Yisrael-Sin) شامل روابط دیپلماتیک، اقتصادی، فرهنگی و نظامی بین جمهوری خلق چین و دولت اسرائیل است.

## پیشینه

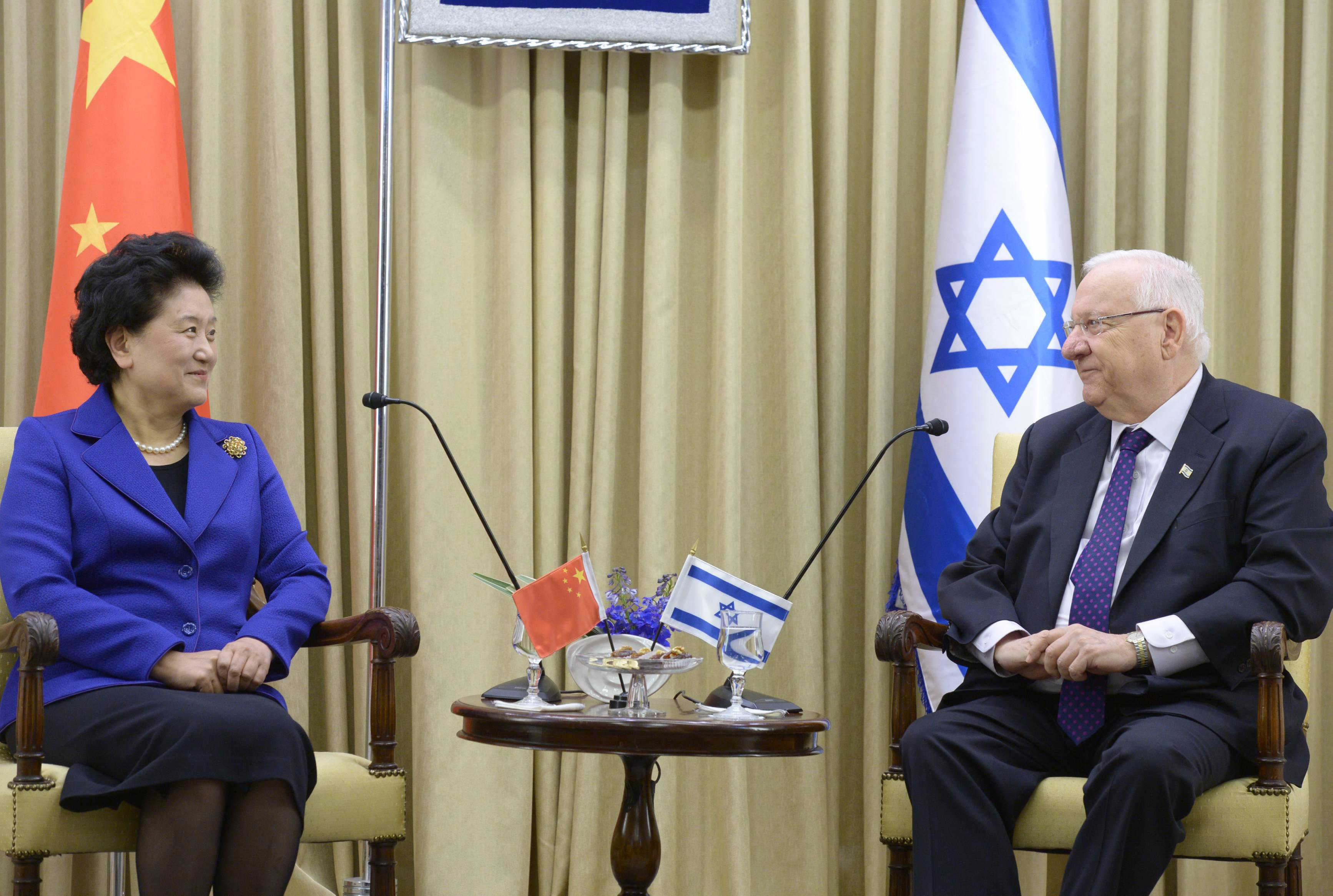
لیو یان دونگ معاون نخست وزیر چین و ریولین رئیس جمهور اسرائیل، مارس ۲۰۱۶

اسرائیل اولین کشوری در خاورمیانه بود که جمهوری خلق چین را به عنوان حکومت مشروع چین به رسمیت شناخت. با این حال، چین تا سال ۱۹۹۲ از برقراری روابط عادی دیپلماتیک با اسرائیل خودداری کرد. از آن زمان، اسرائیل و چین به‌طور فزاینده پیوندهای نزدیک استراتژیک اقتصادی، نظامی و تکنولوژیکی با یک‌دیگر برقرار کرده‌اند. اسرائیل در پکن سفارت دارد و قصد دارد کنسولگری جدیدی در چنگدو افتتاح کند، که سومین کنسولگری‌اش در سرزمین اصلی چین خواهد بود. چین سومین شریک تجاری بزرگ اسرائیل در سطح جهان و بزرگترین شریک تجاری آن در آسیای شرقی است. طی ۲۱ سال، حجم تجارت میان چین و اسرائیل از ۵۰ میلیون دلار در سال ۱۹۹۲ به ۱۵ میلیارد دلار در سال ۲۰۱۳ افزایش یافت.  علاوه بر این، چین یکی از معدود کشورهای جهان است که به‌طور هم‌زمان، سعی بر حفظ روابط گرم خود با اسرائیل، فلسطین و جهان اسلام دارد.
وضعیت چین به عنوان یک قدرت بالقوه‌ی جهانی باعث شده اسرائیل با ادغام نفوذ جهانی چین با مدیریت اقتصادی اسرائیل و اهمیت استراتژیک منطقه‌ای خود در خاورمیانه، روابط تنگاتنگ و نزدیک‌تری را با چین حفظ کند. پکن از ثبات سیاسی و نبوغ دیپلماتیک اسرائیل قدردانی کرده و دولت یهود را یکی از ارکان منطقه‌ای برای تأمین نفوذ چین در خاورمیانه و کل جهان می‌داند.

## در طول جنگ اسرائیل و حماس

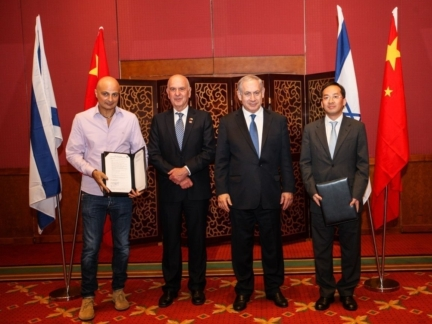
روابط اقتصادی میان چین و اسرائیل

در نشست فوق‌العاده‌ی شورای امنیت که ۱۰ مرداد ۱۴۰۳ و پس از ترور اسماعیل هنیه برگزار شد، نماینده‌ی چین در سخنانی ترور اسماعیل هنیه رئیس دفتر سیاسی حماس در تهران را به شدت محکوم کرد. وی تاکید کرد: ترور اسماعیل هنیه تلاشی آشکار برای تخریب تلاش‌های جامعه‌ی جهانی برای تحقق صلح بود. نماینده‌ی چین با اشاره به حادثه‌ی انفجار در ضاحیه‌ی لبنان از طرف‌های درگیر این پرونده خواست تا برای آرام کردن اوضاع اقدام کنند و افزود: دلیل شرایط کنونی ناتوانی در دست‌یابی به آتش‌بس در غزه است. 

## نگارخانه

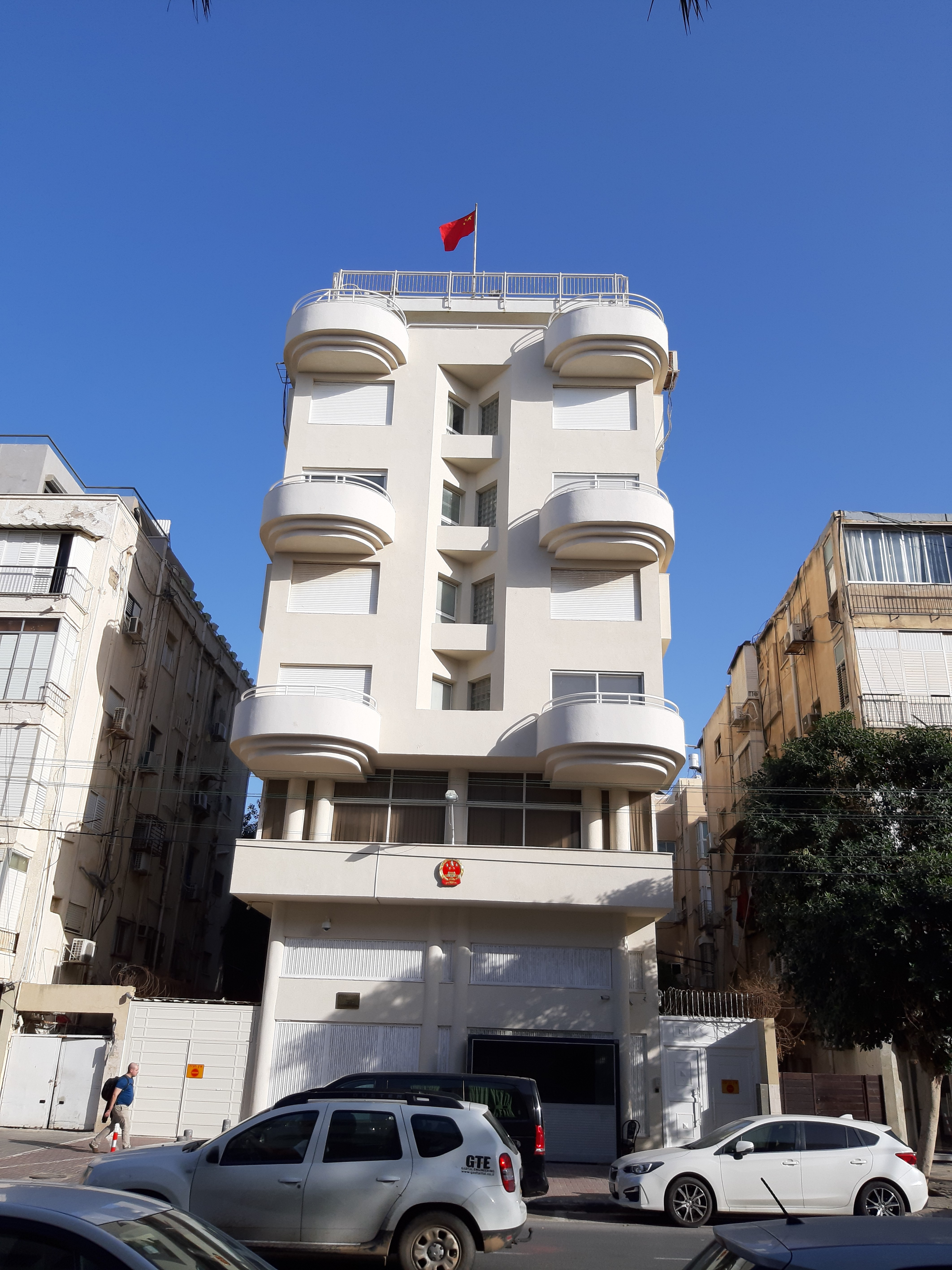
سفارت چین در تل آویو
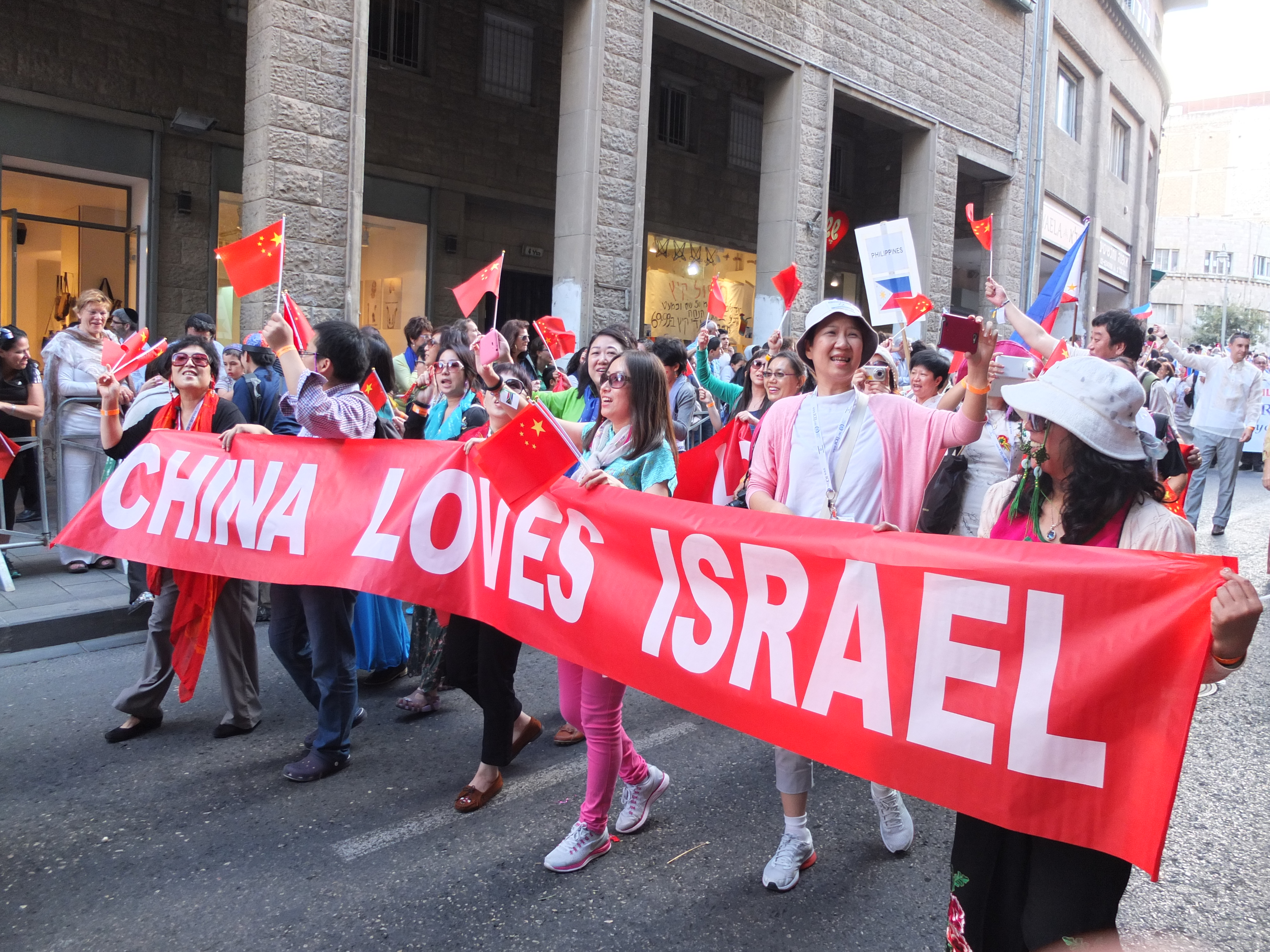
هیئت چینی در راهپیمایی اورشلیم
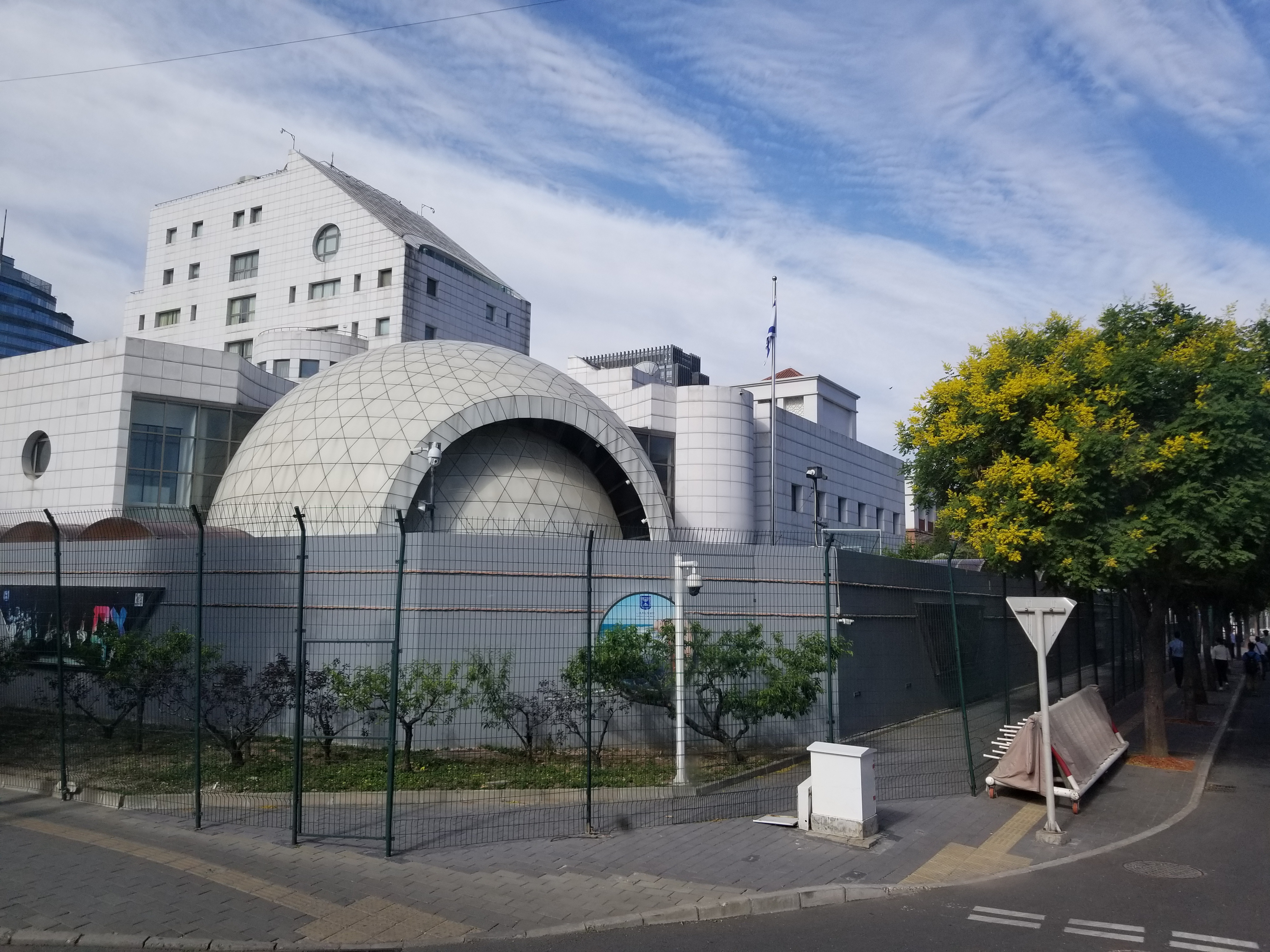
سفارت اسرائیل در پکن
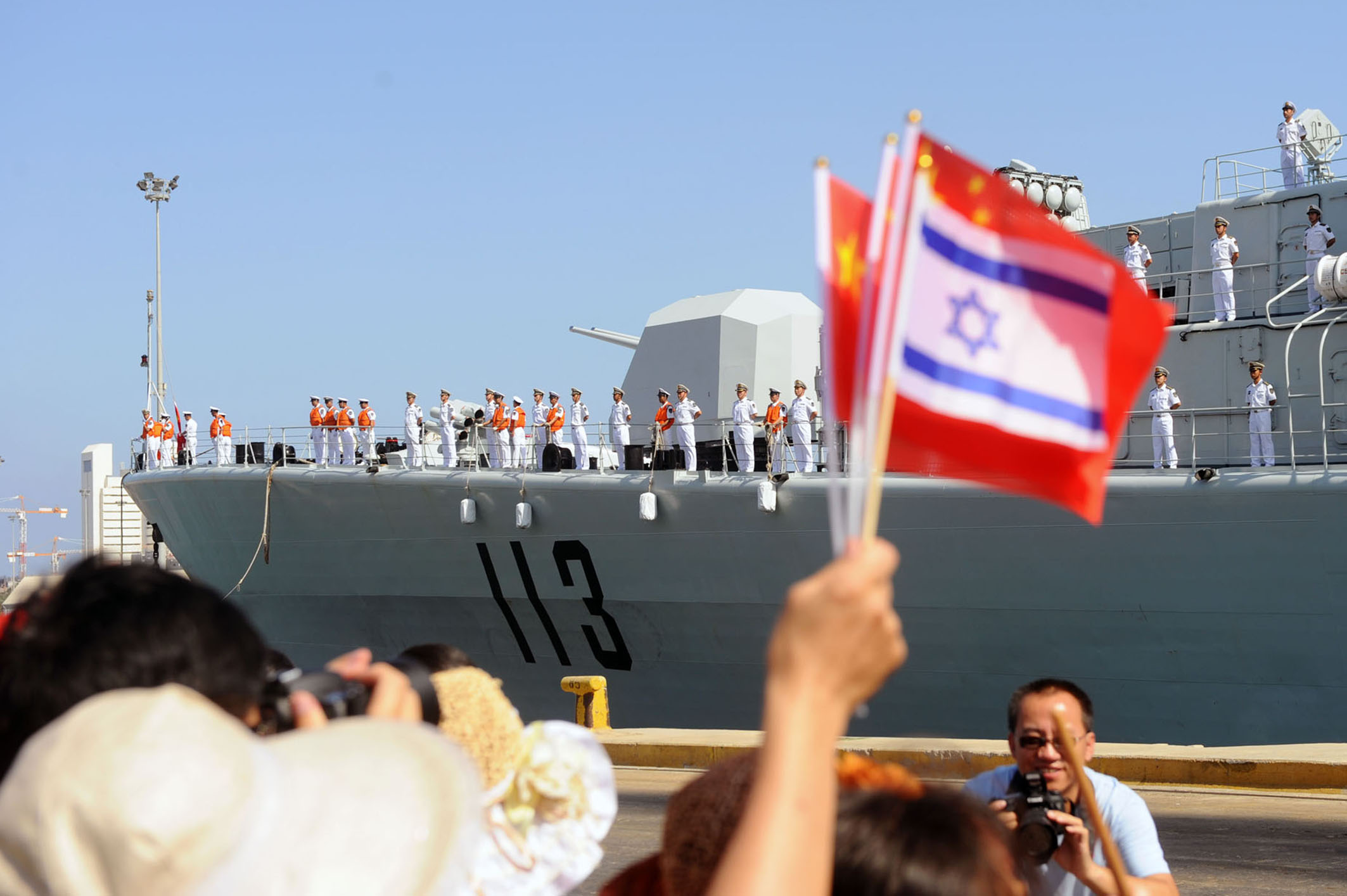
اسکله نیروی دریایی چین در اسرائیل
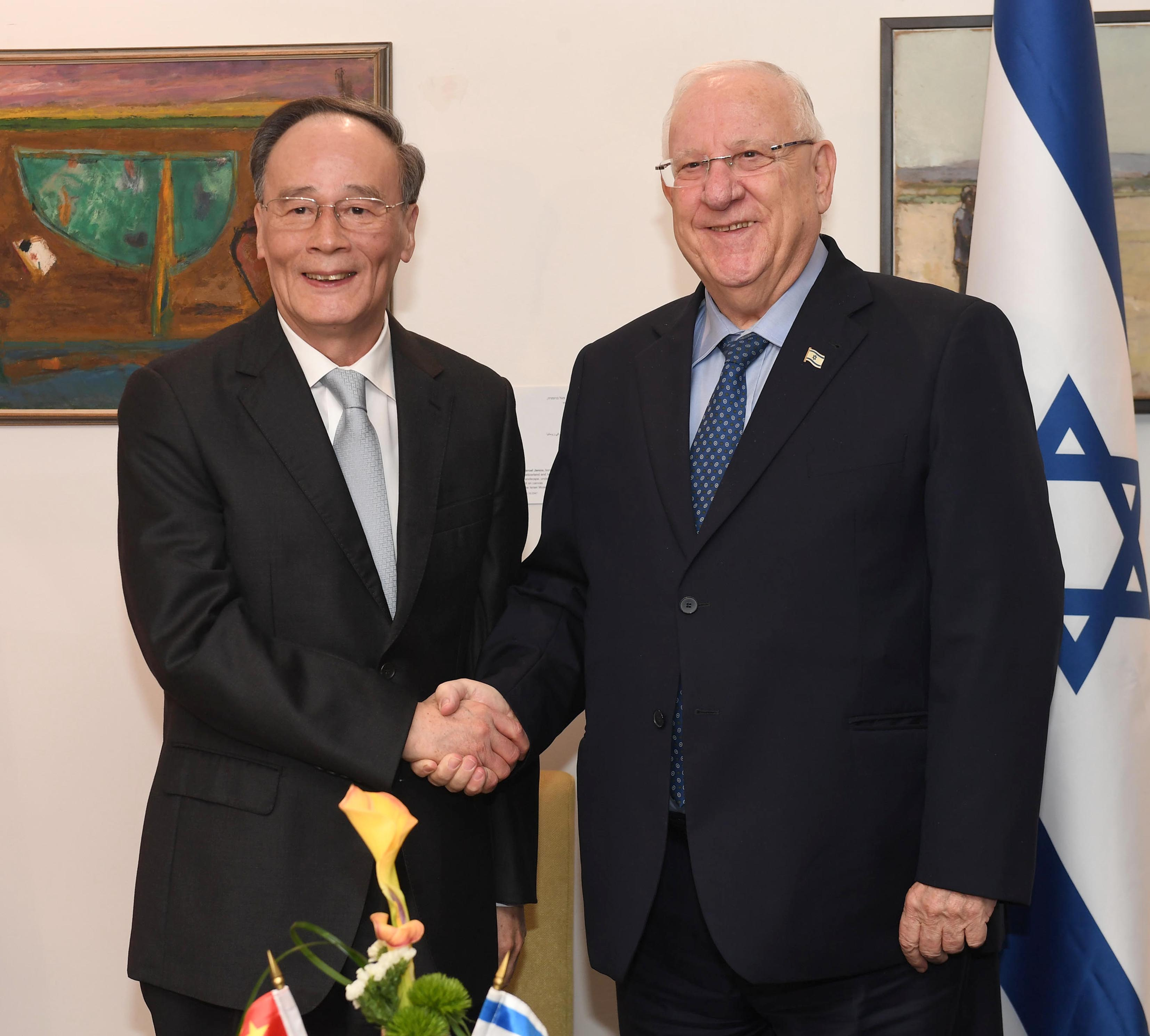
ریولین و وانگ چی شان معاون نخست وزیر چین، اکتبر ۲۰۱۸‏